# Christian Lower
Christian Lower (* 7. Januar 1740 in Tulpehocken, Berks County, Province of Pennsylvania; † 19. Dezember 1806 ebenda) war ein US-amerikanischer Politiker. In den Jahren 1805 und 1806 vertrat er den Bundesstaat Pennsylvania im US-Repräsentantenhaus.

## Werdegang
Christian Lower wuchs während der britischen Kolonialzeit auf. Er besuchte die öffentlichen Schulen seiner Heimat und arbeitete danach als Schmied. Später wurde er Eigentümer einer Eisengießerei. Er nahm zeitweise in verschiedenen Funktionen am Unabhängigkeitskrieg teil und schlug gleichzeitig eine politische Laufbahn ein. Zwischen 1777 und 1779 war er Bezirksrat im Berks County. Von 1783 bis 1796 saß er mehrfach als Abgeordneter im Repräsentantenhaus von Pennsylvania. Zwischen 1797 und 1804 gehörte er dem Staatssenat an.
Lower wurde Mitglied der Ende der 1790er Jahre von Thomas Jefferson gegründeten Demokratisch-Republikanischen Partei. Bei den Kongresswahlen des Jahres 1804 wurde er im dritten Wahlbezirk von Pennsylvania in das US-Repräsentantenhaus in Washington, D.C. gewählt, wo er am 4. März 1805 die Nachfolge von Joseph Hiester antrat. Dieses Mandat konnte er bis zu seinem Tod am 19. Dezember 1806 ausüben.